# Lemonade (Internet Money)
Lemonade è un singolo del collettivo di artisti dell'etichetta Internet Money, pubblicato il 14 agosto 2020 come secondo estratto dal primo album in studio B4 the Storm.

## Descrizione
Il brano, che vede la partecipazione dei rapper statunitensi Don Toliver e Gunna e del rapper canadese Nav, utilizza nel ritornello dei versi provenienti da un brano inedito di Don Toliver del 2017. Il titolo del singolo è un'interpolazione tratta dalla canzone omonima del rapper Jozzy.

## Video musicale
Il video musicale, diretto da Cole Bennett, è stato caricato attraverso il canale YouTube di Lyrical Lemonade in contemporanea con il lancio del singolo.

## Tracce
Testi di Sergio Kicthens, Donny Flores, Jocelyn Donald, John Mitchell, Caleb Toliver e Navraj Singh Goraya, musiche di Alec Wigdahl, Danny Lee Snoddgrass Jr., Donny Flores, Elias Latrou, Henry Nichols, Jocelyn Donald, John Mitchell e Nicholas Mira.
Download digitale, streaming
1. Lemonade (feat. Don Toliver, Gunna & Nav) – 3:15

Download digitale, streaming – Remix
1. Lemonade (con Don Toliver e Roddy Ricch) (Remix) – 3:01

Download digitale, streaming – Latin Remix
1. Lemonade (feat. Anuel AA, Don Toliver, Gunna & Nav) (Latin Remix) – 4:38

## Formazione
Musicisti
- Don Toliver – voce
- Gunna – voce
- Nav – voce

Produzione
- Alec Wigdahl – produzione
- E-Trou – produzione
- Nick Mira – produzione
- Pharaoh Vice – produzione
- Taz Taylor – produzione
- Edgard N Herrera – mastering, missaggio
- Terrance Armond – assistenza alla registrazione

## Successo commerciale
Negli Stati Uniti il singolo è entrato nella top ten della Billboard Hot 100 alla 10ª posizione nella settimana del 24 ottobre 2020 grazie a 21,7 milioni di riproduzioni in streaming, segnando la seconda top ten di Gunna e la prima per il collettivo, Don Toliver e Nav. Ha poi raggiunto un picco di 6 il mese successivo.
Nel Regno Unito Lemonade ha raggiunto l'8ª posizione della Official Singles Chart nella pubblicazione del 1º ottobre 2020 grazie a 28 576 unità, diventando la prima top ten per tutti e quattro gli interpreti. La settimana seguente è salito in top five al 5º posto dopo aver venduto 32 738 copie. Dopo aver trascorso due settimane al 3º posto, è salito alla vetta nella settimana datata 29 ottobre 2020 con 38 052 unità, di cui 828 sono vendite digitali, regalando agli artisti la loro prima numero uno.

## Classifiche

### Classifiche settimanali
| Classifica (2020) | Posizione massima |
| ----------------- | ----------------- |
| Argentina         | 92                |
| Australia         | 5                 |
| Austria           | 2                 |
| Belgio (Fiandre)  | 13                |
| Belgio (Vallonia) | 29                |
| Canada            | 3                 |
| Croazia           | 55                |
| Danimarca         | 2                 |
| Estonia           | 29                |
| Finlandia         | 6                 |
| Francia           | 13                |
| Germania          | 2                 |
| Grecia            | 1                 |
| Irlanda           | 3                 |
| Islanda           | 11                |
| Italia            | 49                |
| Lituania          | 1                 |
| Norvegia          | 2                 |
| Nuova Zelanda     | 2                 |
| Paesi Bassi       | 3                 |
| Portogallo        | 1                 |
| Regno Unito       | 1                 |
| Repubblica Ceca   | 11                |
| Romania           | 51                |
| Singapore         | 21                |
| Slovacchia        | 6                 |
| Spagna            | 61                |
| Stati Uniti       | 6                 |
| Svezia            | 3                 |
| Svizzera          | 3                 |
| Ungheria          | 2                 |

### Classifiche di fine anno
| Classifica (2020) | Posizione |
| ----------------- | --------- |
| Australia         | 73        |
| Austria           | 26        |
| Canada            | 68        |
| Danimarca         | 48        |
| Francia           | 136       |
| Germania          | 34        |
| Islanda           | 66        |
| Norvegia          | 28        |
| Paesi Bassi       | 40        |
| Portogallo        | 25        |
| Regno Unito       | 59        |
| Svezia            | 60        |
| Svizzera          | 29        |
| Ungheria          | 23        |
| Classifica (2021) | Posizione |
| Australia         | 50        |
| Canada            | 52        |
| Danimarca         | 75        |
| Francia           | 114       |
| Germania          | 98        |
| Nuova Zelanda     | 44        |
| Portogallo        | 36        |
| Regno Unito       | 77        |
| Stati Uniti       | 51        |
| Svizzera          | 82        |
| Ungheria          | 41        |